# Володимирівка (протомісто)
Володимирівка — поселення-протомісто трипільської культури (етап ВІІ, володимирівська група) IV тисячоліття до н. е., розташоване на околиці села Володимирівка Новоархангельського району Кіровоградської області. Воно розміщене на високому правому березі річки Синюха, лівої притоки Південного Бугу.

## Історія дослідження
Поселення було відкрите в 1926 році співробітниками Уманського краєзнавчого музею на чолі Якимовича М. К. Протягом 1927-1928 років дослідник розкопали 5 жител. В подальшому на поселенні працювала експедиція Інституту історії матеріальної культури АН УРСР під керівництвом С. С. Магури. В результаті цих робіт було розкопано кілька будівель поселення.
Протягом 1940, 1946-1947 років розкопки проводила спільна Трипільська експедиція Інституту Археології АН УРСР та Інституту історії матеріальної культури АН СРСР під керівництвом відомого археолога, доктора історичних наук Тетяни Пассек. В результаті її роботи було досліджено 22 споруди (площадки та землянки) і зафіксовано рештки ще 150 будівель, переважно жител.
У 1989-1990-х роках на території поселення проводилися охороні розкопки Трипільською археологічною експедицією Державного історичного музею УРСР під керівництвом О. О. Якубенко. Було уточнено топографічний план поселення, проведено збирання підйомного матеріалу, розвідку та розкопки одної площадки.

## Опис поселення
Поселення мало площу близько 100 га та складалося з понад 200 жител, розміщених концентричними колами з квартальною забудовою в центрі.
Житла мали каркасно-стовпову конструкція, обмазану глиною, та були одно-, двоповерховими. Будівлі поділялися на 2-3 камери. Всередині містилися печі для обігріву та приготування їжі, подіуми, вівтарі. Характерною особливістю даного поселення та поселень всієї володимирської групи пам'яток є хрестоподібні жертовники. Вони представляли собою підвищення (до 0,20-0,25 м) із заокругленими кутами. Прикрашені вівтарі були орнаментом у вигляді заглиблених смужок, що утворювали концентричні круги. Інколи у кожній камері містився власний жертовник.
Посуд поселення представлений переважно столовим. Він виготовлявся з високоякісної глини із домішками піску та мав світлий колір — від рожевого до білого. Характерною особливістю місцевого посуду є заглиблений орнамент, інкрустований білою пастою. Крім того, поверхня посуду вкрита червонуватим та жовто-коричневим рідким ангобом. Розпис посуду монохромний, з переважанням темно-коричневого кольору. Кухонний посуд нечисленний і представлений мисками та горщиками.
Серед знахідок Володимирівки виділяється антропоморфна пластика, представлена переважно жіночими статуетками. Останні мали схематизовану голівку з великим носом, округлі заглиблення з отворами позначали очі, трикутні виступи з отворами на місці рук. Торс сплощений з двома округлими виступами-горбками та одною суцільною ніжкою. Статуетки прикрашалися різноманітним розписом. Проте, зустрічаються і статуетки, що реалістично зображають трипільську жінку.
Відомою знахідкою на поселенні Володимирівка є модель трипільського храму, що була виявлена під час дослідження в 1936 році. Вона має вигляд масивної прямокутної платформи із заокругленими кутами та чотирма, звуженими донизу, ніжками. Спереду платформа має виступ перед стінкою. Дверний прохід прямокутний, із поріжком, навпроти на задній стінці посередині міститься округле віконце. Інтер'єр храму простий і на відміну від моделей жител не містить печі та жертовника. Уся поверхня, крім ніжок та спідньої частини платформи, вкрита нерівномірним шаром ангобу коричнево-червоного кольору. Розпис поліхромний, чорного та білого кольорів.
Ознайомитися із знахідками, виявленими під час дослідження поселення Володимирівка, можна в експозиції Національного музею історії України (тут зберігається, зокрема, модель трипільського храму), Ермітажі (Російська федерація, м. Санкт-Петербург), Державному історичному музеї (Російська федерація, м. Москва), Кіровоградському краєзнавчому музеї, Народному музеї історії с. Підвисоке (Новоархангельський район), Новоархангельському районному краєзнавчому музеї.
Координати — 48.56557, 30.75023